# 布賴通特設鎮區 (密歇根州)
布賴通特設鎮區（英語：Breitung Charter Township）是位於美國密歇根州迪金森縣的一個特設鎮區。

## 地方資料
布賴通特設鎮區的面積為175.83平方千米，當中陸地面積為166.46平方千米，而水域面積為9.37平方千米。根據2020年美國人口普查的數據，當地共有人口5831人，而人口密度為每平方千米33.16人。